# Јужни морски слон
Јужни морски слон (Mirounga leonina) је врста фоке из породице правих фока (Phocidae).

## Опис
Морски слонови су највећи представници фока, а могу бити велики чак 7 метара. Одрасли мужјаци су понекад тешки и до 3.630 килограма. Мужјак морског слона има велики обешен нос, који се још повећа у сезони парења. Често се међусобно боре за власништво над територијом.

## Распрострањеност
Врста је присутна у Антарктику, Аргентини, Аустралији, Јужноафричкој Републици, Мозамбику, Новом Зеланду и Чилеу.
Врста је повремено присутна, или је миграторна врста у Анголи, Бразилу, Маурицијусу, Намибији, Оману, Перуу и Уругвају.

## Станиште
Станишта ове врсте су копнена и морска подручја.

## Исхрана
Морски слонови се хране искључиво рибама и лигњама.

## Угроженост
Иако су их ловци скоро истребили још у 19. веку, ова врста није угрожена, и наведена је као последња брига јер има широко распрострањење.

### Популациони тренд
Популациони тренд је за ову врсту непознат.

## Галерија
- Борба морских слонова
- Борба морских слонова